# ATI Eyefinity
ATI Eyefinity (AMD Eyefinity или просто Eyefinity) — технология, разработанная американской компанией AMD, которая обеспечивает совместное подключение нескольких дисплеев к персональному компьютеру. ATI Eyefinity реализована в видеокартах, которые используют графические процессоры (англ. GPU) ATI Radeon R800 «Evergreen». ATI Eyefinity предполагает подключение от одного до шести дисплеев включительно к одной видеокарте.

## История
10 сентября 2009 года AMD провела презентацию на борту авианосца USS Hornet, на которой анонсировала технологию «ATI Eyefinity» и спецификации разных серий GPU линейки Radeon HD 5ххх.
На следующий день после этой презентации Карл Джонс (англ. Carl Jones), сотрудник Crytek, показал демонстрационное видео игрового движка CryEngine 3, которое было запущено на видеокарте Radeon 5xxx и на трёх дисплеях. При этом суммарное разрешение выводимой на три экрана «картинки» составляло 7680x3200 пикселей (triple full HD), что равно 24,6 мегапикселю.
Официальный выход первой видеокарты, которая способна работать с шестью мониторами, Radeon HD 5870 Eyefinity 6 Edition, был запланирован на 11 марта 2010 года. Однако 8 марта было сообщено об отсрочке выхода данной видеокарты. По неофициальным данным, отсрочка связана с неготовностью программного обеспечения, а именно драйверов для столь специфичного изделия. Согласно другой версии, выход ATI Radeon HD 5870 Eyefinity 6 Edition специально приблизили к официальному релизу видеокарт серии NVIDIA GeForce GTX 400, который должен был состояться 26 марта 2010 года.
На выставке CeBIT компания HIS представила публике Radeon HD 5770 Eyefinity 5 с пятью разъемами Display Port. Было заявлено, что такое количество разъёмов связано с ограничением самого чипа Juniper.
31 марта состоялся официальный выпуск в продажу видеокарты ATI Radeon HD 5870 Eyefinity 6 Edition, которая поддерживает подключение до 6 дисплеев включительно. Особенностью данной видеокарты, помимо вышеописанного, является наличие 2 ГБ графической памяти, а не 1 ГБ, как в стандартной модели. Рекомендованная розничная цена HD 5870 Eyefinity 6 Edition составляет 479 $, что на 80 $ дороже обычной версии ATI Radeon HD 5870.
19 мая 2010 года в интернете появился ряд фотоснимков видеокарты Radeon HD 5970 Eyefinity 12 компании PowerColor. Эта видеокарта оборудована двенадцатью видеовыходами Mini DisplayPort, что позволяет подключить к ней двенадцать отдельных дисплеев. В качестве графического процессора используется Radeon HD 5970 (Hemlock). Видеокарта оснащена 4 ГБ видеопамяти GDDR5. На видеокарте присутствует съёмная планка с шестью разъёмами Mini DisplayPort. Остальные шесть разъёмов на видеокарте сделаны несъёмными. В полном оснащении одна видеокарта Radeon HD 5970 Eyefinity 12 занимает три слота в корпусе персонального компьютера.

## Описание
В графических процессорах RV870 блок вывода изображения был переделан таким образом, что чип поддерживает вывод изображения на устройства вывода в количестве до шести штук включительно. Количество поддерживаемых мониторов зависит от конкретной конфигурации платы и может достигать шести или трёх.
В чипе R800 есть шесть встроенных TMDS-трансмиттеров, и на стандартных видеокартах четыре из них обеспечивают работу двух разъёмов Dual Link DVI. Поэтому стандартные видеокарты HD 5xxx поддерживают вывод только на три и меньше устройства вывода. Для вывода изображения на шесть дисплеев требуется специальная версия видеокарты, маркированная «HD 5870 SIX» или «Radeon HD 5870 Eyefinity Edition».
Мультимониторные конфигурации могут работать в режимах клона и расширения рабочего стола. Одно большое изображение может быть составлено из нескольких мониторов, это применимо как для изображения рабочего стола, так и для полноэкранных видео и трёхмерных приложений. Данная особенность поддерживается в ОС Windows Vista, Windows 7, поддержка Linux будет реализована в будущих версиях драйвера ATI Catalyst.
AMD объявила о совместной работе с производителями дисплеев, в частности с компанией Samsung. Они выпускают специальные версии мониторов с размером экрана 23" с поддержкой разрешения 1920x1080, интерфейсов DisplayPort, DVI и VGA, а также тонкой рамкой вокруг экрана размером 7—8 мм.

## Особенности
Для подключения 3 мониторов к видеокарте HD 5870 возможны только следующие конфигурации подключения:
- DVI-DVI-DP;
- DVI-DVI-DVI (используя переходник DP to Active DVI Adapter);
- DVI-HDMI-DP;
- DVI-VGA-DP (используя переходник DVI to VGA Adapter);
- VGA-VGA-VGA (используя переходники DVI to VGA Adapter и DP to VGA Adapter);
- DVI-VGA-HDMI (используя переходник Active DP to VGA Adapter).